# تشارلي غيتي
تشارلي غيتي (بالإنجليزية: Charlie Getty)‏ هو لاعب كرة قدم أمريكية أمريكي، ولد في 24 يوليو 1952 في بومبتون ليكس في الولايات المتحدة.

## وصلات خارجية
- تشارلي غيتي على موقع مرجع كرة القدم المحترفة.كوم (الإنجليزية)